# Matthias Rahbek
 Ikke at forveksle med Mathias Rahbek.
Matthias Rahbek (født i 1780, død 4. marts 1846) var en dansk præst og oversætter, halvbroder til Knud Lyne Rahbek.
Han var søn af toldinspektør Jacob Rahbek og dennes tredje hustru Anna født Olrog, blev cand.theol. i 1805 og var skolelærer ved Grevskabet Knuthenborg på Lolland, blev præst i Øster Nykirke 1812, i Thyregod og Vester i 1815.
Han døde som sognepræst til Linå og Dallerup.
Rahbek oversatte i sin ungdom en del røverhistorier, som han med halvbroderens hjælp fik udgivet:
- Christian August Vulpius' Rinaldo Rinaldini, Røverkaptainen (København 1800-02) og
- Ferrandino (København 1801-02), desuden
- François-René de Chateaubriands Atala eller tvende Vildes Kjerlighed i Ørken (1801).

1807 ægtede han Maren Sørensen.